# Ooencyrtus longivenosus
Ooencyrtus longivenosus är en stekelart som beskrevs av Xu och He 1996. Ooencyrtus longivenosus ingår i släktet Ooencyrtus och familjen sköldlussteklar. Inga underarter finns listade i Catalogue of Life.